# Été
été（エテ）は、日本東京都在住の3ピースオルタナティブロックロックバンド。2016年に結成。

## 略歴
高校時代にオキタユウキとヤマダナオトたちが組んでいたバンドからメンバーの変遷があり2017年に小室響が加入して現メンバーでのétéとなる。
2018年にコドモメンタル、STEEL STREET、CINRA, Inc.の3社協賛で行われたオーディション「404 AUDITION」で優勝し、コドモメンタルINC.により初の全国流通版となる2ndミニアルバム「Burden」が発売された。2018年の2ndミニアルバム「Burden」に続き2019年にはフルアルバム『Apathy』を出している。2019年4月 - 5月には全国7都市ツアー、2020年3月からは全国23都市24公演ツアーを決行（ただしツアーの4月以降の予定は新型コロナ感染症流行の影響で中止）。

## 音楽性/評価
自身では東京都在住の3ピースオルタナティブロックバンドと定義し『日本語ギターロックを軸にポストロック、激情ハードコア等のアプローチを見せる　－引用　été公式サイト』と主張している。
最初は「ギター・ロックみたいな曲」を演奏していたが、やがてポエトリー・リーディングや変拍子などを取り入れた複雑なアプローチの曲を特徴とするようになった。
rockin'on誌によれば『バンドの表現にはまだまだ無限の可能性がある――と感じさせてくれる3ピースの精鋭』と評価されている。
音楽ナタリーのインタビュー記事ではタイトルに「普通ではない音楽を鳴らす3人」と紹介されている。ボーカルの特徴的な歌声や複雑な構成を特徴とする。一つの曲の中にさまざまな要素を詰め込み、メンバーのオキタは「étéの曲は“足し算の音楽”」と表現している。

## メンバー
- オキタユウキ（G, Vo）
- ヤマダナオト（B）
- 小室響（Dr）[1]

(注)オキタユウキにはソロ活動も有り

## ミュージックビデオ

### バンド
| 公開日         | 曲名                             | 備考                          |
| -------------- | -------------------------------- | ----------------------------- |
| 2017年2月22日  | 眠れる街の中で                   | 1st mini Album「朝を待つ」    |
| 2017年3月10日  | 朝を待つ                         | 1st mini Album「朝を待つ」    |
| 2018年3月18日  | 街の灯を数える                   | 3rd single「 I am 」          |
| 2018年4月20日  | mourn                            | 3rd single「 I am 」          |
| 2018年4月20日  | I am                             | 3rd single「 I am 」          |
| 2018年12月5日  | DAWN                             | 2nd mini Album「Burden」      |
| 2019年3月29日  | ruminator                        | 1st full Album「Apathy」      |
| 2020年1月22日  | Bipolar                          | 3rd mini Album「episode」     |
| 2020年4月19日  | Over (STAY HOME SESSIONS)        | 3rd mini Album「episode」     |
| 2020年6月11日  | skepticism (STAY HOME SESSIONS)  | 3rd mini Album「episode」     |
| 2020年6月20日  | atmosphere" (STAY HOME SESSIONS) | 会場限定盤「ラスト / ラスト」 |
| 2021年3月17日  | Gate                             | 1stデジタル・シングル「Gate」 |
| 2021年11月20日 | 言ｩ虎pia feat. オキタユウキ      | 1st EP 『IUTORA』             |
| 2024年7月31日  | Viscous                          | 2nd EP『NRN.』                |

### ソロ(オキタユウキ)
| 公開日        | 曲名           | 備考                                 |
| ------------- | -------------- | ------------------------------------ |
| 2020年10月7日 | One more night | 1st Digital Single「One more night」 |

### 註釈
1. ↑  メンバーのヤマダナオトによる形容 Skream!『INTERVIEW été』。